# Leonia crassa
Leonia crassa là một loài thực vật có hoa trong họ Hoa tím. Loài này được L.B.Sm. & A.Fernández mô tả khoa học đầu tiên năm 1954.